# Vu Šengli
Vu Šengli (kitajsko: 吴胜利; pinjin: Wu Shengli), kitajski general, * avgust 1945, Vučjao, Hebej, Kitajska.
Vu Šengli je trenutno poveljnik Vojne mornarice LOV in član Centralne vojaške komisije.
Bil je tudi član 17. centralnega komiteja Komunistične partije Kitajske.